# Vizio
Vizio je americká firma založená v říjnu 2002 v Kalifornii, dříve jako V, Inc. Tato společnost vyrábí elektroniku, je známá především díky televizím.

## Produkty

### Televize
Vizio byl velkým prodejcem LCD televizí v roce 2007. V roce 2009 se rozhodli přestat vyrábět plazmové televize a místo toho se zaměřit na LCD a LED technologie. Řada televizí nazvaná Vizio M obsahuje televize s 65" úhlopříčkou. V roce 2011 přišla společnost s aplikací na mobilní telefony, použitelnou jako ovladač k jejich televizím. Tato aplikace mimo jiné umožňuje upravovat vlastnosti obrazu jako třeba jas či kontrast.

### Tablety
- VTAB1008
  - Rozměry 8.1" × 6.6" × 0.48", rozlišení 1024x768
- Vizio Tablet PC
  - Úhlopříčka 11.6", rozlišení 1080p, procesor AMD Z60 dual-core, operační systém Windows 8

### Ultrabooky
V roce 2012 představila společnost 12" ultrabook Vizio CT14 s procesorem Intel Core i7 třetí generace a 128 GB SSD diskem.

### Mobilní telefony
Vizio představila několik smartphonů s operačním systémem Android, především v Asii. Tyto telefony jsou hardwarově velmi dobře vybavené:

- VP800 - 32 GB RAM paměť, 5" FullHD displej, 8 MP fotoaparát
- VP600 - dualcore procesor, 4.7" HD displej, operační systém Android Jelly Bean

### Google TV
Produkt VIZIO Co-Star - Google TV přehrávač byl představen firmou v roce 2012.